# Hudba Praha & Michal Ambrož
Hudba Praha & Michal Ambrož je studiové album obnovené české rockové skupiny Michal Ambrož a Hudba Praha. Album bylo uvedeno v Paláci Akropolis dne 24. dubna 2019. Poté skupina absolvovala turné koncertů po České republice (18. duben Jablonec nad Nisou, Klub na Rampě, 23. duben 2019 Brno, Fléda, 24. duben 2019 Praha, Palác Akropolis, 26. duben 2019 Havlíčkův Brod, Oko, 27. duben 2019 Chrudim, R-klub, 3. květen 2019 Litvínov, Attic).
Vedle textů Michala Ambrože je na albu použit text J. H. Krchovského (úvodní píseň Uprchlík) a text Petra Váši (píseň Jasní páka).
Design obalu vytvořili Karel Haloun a Luděk Kubík, je použita fotografie Marka Musila.

## Seznam skladeb
| Pořadí | Název               | Hudba                        | Text            | Délka |
| ------ | ------------------- | ---------------------------- | --------------- | ----- |
| 1.     | Uprchlík            | Radovan Jelínek, Matěj Belko | J. H. Krchovský | 3:31  |
| 2.     | Už jsme zase zpátky | Matěj Belko                  | Michal Ambrož   | 3:39  |
| 3.     | Děláme co můžem     | Radovan Jelínek              | Michal Ambrož   | 3:01  |
| 4.     | Prachy              | Michal Pelant                | Michal Ambrož   | 3:33  |
| 5.     | Velká slova         | Michal Pelant                | Michal Ambrož   | 2:50  |
| 6.     | Macho               | Matěj Belko                  | Michal Ambrož   | 3:13  |
| 7.     | Do pekla do nebe    | Michal Ambrož, Jakub Vejnar  | Michal Ambrož   | 3:35  |
| 8.     | Já i ty             | Radovan Jelínek, Matěj Belko | Michal Ambrož   | 3:18  |
| 9.     | Jasná páka          | Michal Ambrož                | Petr Váša       | 4:16  |
| 10.    | Čas nás žene        | Michal Pelant                | Michal Ambrož   | 4:25  |

## Sestava
- Michal Ambrož – zpěv
- Michal Pelant – kytary, zpěv
- Radovan Jelínek – kytary, zpěv
- Matěj Belko – klávesy, kytary, zpěv
- Jakub Vejnar – baskytara, Chapman Stick
- Jakub Doležal – saxofon
- Veronika Vítová – zpěv
- Terezy Kopáčková – zpěv
- Markéta Foukalová – zpěv, j. h.
- Roman Vícha – bicí, j. h.